# Sainte-Euphémie
Sainte-Euphémie ist eine französische Gemeinde mit 1.741 Einwohnern (Stand 1. Januar 2022) im Département Ain in der Region Auvergne-Rhône-Alpes. Sie gehört zum Kanton Trévoux im Arrondissement Bourg-en-Bresse und ist Mitglied im Gemeindeverband Dombes Saône Vallée.

## Geographie

### Lage
Sainte-Euphémie liegt auf 210 m, etwa 42 Kilometer südwestlich der Präfektur Bourg-en-Bresse, 24 Kilometer nördlich der Stadt Lyon und 37 Kilometer südlich der Stadt Mâcon (Luftlinie). Das Dorf liegt am Rand der Landschaft und historischen Provinz Dombes unweit der Saône im Südwesten des Départements Ain.

### Topographie
Die Fläche des 4,61 km² großen Gemeindegebiets umfasst einen Abschnitt am Übergang zwischen dem Saône-Tal und der Hochebene der Dombes mit einem Gelände, das von den Ausläufern der Hochebene geprägt ist. Im Bereich von Sainte-Euphémie haben sich zwei Bäche in die Hochebene eingegraben: von Nordosten nach Südwesten durchquert der Formans  die Gemeinde und entwässert zusammen mit dem von Südosten her zufließenden Morbier den Gemeindeboden zur Saône hin. Das Dorf erstreckt sich auf dem Talboden der beiden Bäche und den sich daran anschließenden Hängen, in einiger Entfernung von den eigentlichen Wasserläufen. Im Süden reicht ein Zipfel des Gemeindegebiets bis auf die Geländekante oberhalb der Saône, auf der mit 261 m die höchste Erhebung erreicht wird. Der Gemeindeboden wird intensiv landwirtschaftlich genutzt (Felder 38 %, Wiesen 27 %, sonstige landwirtschaftliche Flächen 12 %). Der Rest entfällt auf die Siedlungsfläche (etwa 15 %) und Wälder (8 %).

### Nachbargemeinden
Umgeben ist Sainte-Euphémie von den Nachbargemeinden Frans im Norden, Misérieux im Osten, Reyrieux im Süden sowie Saint-Didier-de-Formans und Jassans-Riottier (Berührungspunkt) im Westen.

### Gemeindegliederung
Zu Sainte-Euphémie gehören neben dem eigentlichen Ortskern auch mehrere Weiler und Gehöfte, darunter:
- Le Montferrand (230 m) auf der Hochebene bei Misérieux
- Le Marry und Le Grand Moulin (216 m) zwischen Formans und Morbier
- Le Bady (203 m) unterhalb des Zusammenflusses von Morbier und Formans
- Le Bois (205 m) auf der Südseite des Formans
- Les Bruyères de Sainte-Euphémie (259 m) im Süden auf der Geländekante oberhalb der Saône.

## Geschichte
Der Fund eines Bronzemessers sowie von römischen Münzen und Tongefäßen deuten darauf hin, dass das Gebiet von Sainte-Euphémie frühzeitig besiedelt war. Der ursprüngliche Name lautete Juviniacum (1170 und 1183), was so viel wie Landgut des Jovinus bedeutet. In dieser Zeit im Hochmittelalter war eine Kirche vermerkt (Ecclesia Sanctae Euphemiae de Juviniaco), die der Euphemia von Chalkedon gewidmet war, und die Abtei auf der Île Barbe besaß hier ein Priorat (Prioratus Sanctae Euphemiae, 1217). Ab 1523 verwaltete das Kapitel in Trévoux die Pfarrei. Spätestens 1325 ging das Patrozinium auf den Ortsnamen über, die Schreibweise änderte sich weiter über Sainte Ofeyme (16. Jh.) und Saint-Euphème (1662) zum heutigen Namen.
Die Ländereien von Sainte-Euphémie gehörten im 13. Jahrhundert zur Hälfte den Herren von Saint-Trivier, Lehnsmänner der Herren von Beaujeu, und den Palatins de Riottiers, Lehnsmänner der Thoire-Villars. Sainte-Euphémie wurde 1560 in die Dombes eingegliedert, als diese zum unabhängigen Fürstentum erhoben wurden. 1762 wurde der Ort und das gesamte Fürstentum schließlich Teil des Königreichs Frankreich.

### Bevölkerungsentwicklung
| Jahr                       | 1962 | 1968 | 1975 | 1982 | 1990 | 1999 | 2006 | 2013 | 2021 |
| -------------------------- | ---- | ---- | ---- | ---- | ---- | ---- | ---- | ---- | ---- |
| Einwohner                  | 353  | 390  | 472  | 727  | 857  | 1118 | 1332 | 1630 | 1730 |
| Quellen: Cassini und INSEE |      |      |      |      |      |      |      |      |      |

Mit 1741 Einwohnern (Stand 1. Januar 2022) gehört Sainte-Euphémie zu den kleineren Gemeinden des Départements Ain. Nachdem die Einwohnerzahl in der ersten Hälfte des 19. Jahrhunderts angestiegen war auf 456 Einwohner (1856), nahm sie in den darauffolgenden hundert Jahren wieder ab. In den 1950er Jahren kehrte sich der Trend um, und die Bevölkerungszunahme vergrößerte sich in den letzten Jahrzehnten. Die Ortsbewohner von Sainte-Euphémie heißen auf Französisch Euphémien(ne)s.

## Wirtschaft und Infrastruktur
Sainte-Euphémie ist ein vorwiegend durch die Landwirtschaft geprägtes Dorf. Neben der auf wenige Höfe konzentrierter Feldwirtschaft und Viehzucht gibt es heute verschiedene Betriebe des lokalen Kleingewerbes. Mittlerweile hat sich das Dorf auch zu einer Wohngemeinde entwickelt. Viele Erwerbstätige sind Wegpendler, die in den größeren Ortschaften der Umgebung sowie im Großraum Lyon ihrer Arbeit nachgehen.
Die Ortschaft liegt abseits der größeren Durchgangsstraßen eingebettet in ein Netz von Departementsstraßen, die es mit den Nachbargemeinden verbinden. Der nächste Autobahnanschluss an die Autoroute A6 befindet sich in rund sieben Kilometer Entfernung.
Der nächste Bahnhof steht in Villefranche an der Bahnstrecke Paris–Marseille. Nächster Flughafen in der Region ist der Flughafen Lyon Saint-Exupéry in 46 Kilometer Entfernung.

### Bildung
In Sainte-Euphémie befindet sich eine staatliche école primaire (Grundschule mit eingegliederter Vorschule).

## Sehenswürdigkeiten
- Die Kirche Sainte-Euphémie stammt aus dem Jahr 1875 und ist in neuromanischem Stil gehalten. Sie ist in Nord-Süd-Richtung orientiert und ersetzte einen Vorgängerbau an einer um 50 m versetzten Stelle. Die reichhaltigen Verzierungen in ihrem Innenraum sind als monument historique eingeschrieben.[7]
- Das Château du Boujard entstand in der Mitte des 16. Jahrhunderts als Gut eines Bürgers aus Sainte-Euphémie. Anfang des 20. Jahrhunderts wurde es umgebaut und dem zeitgenössischen Stil angepasst.[8]
- Der Tour de Jardin erhebt sich auf einer Anhöhe über dem alten Ortskern.
- Mehrere Wassermühlen aus dem 18. Jahrhundert sind über das Gemeindegebiet verteilt.

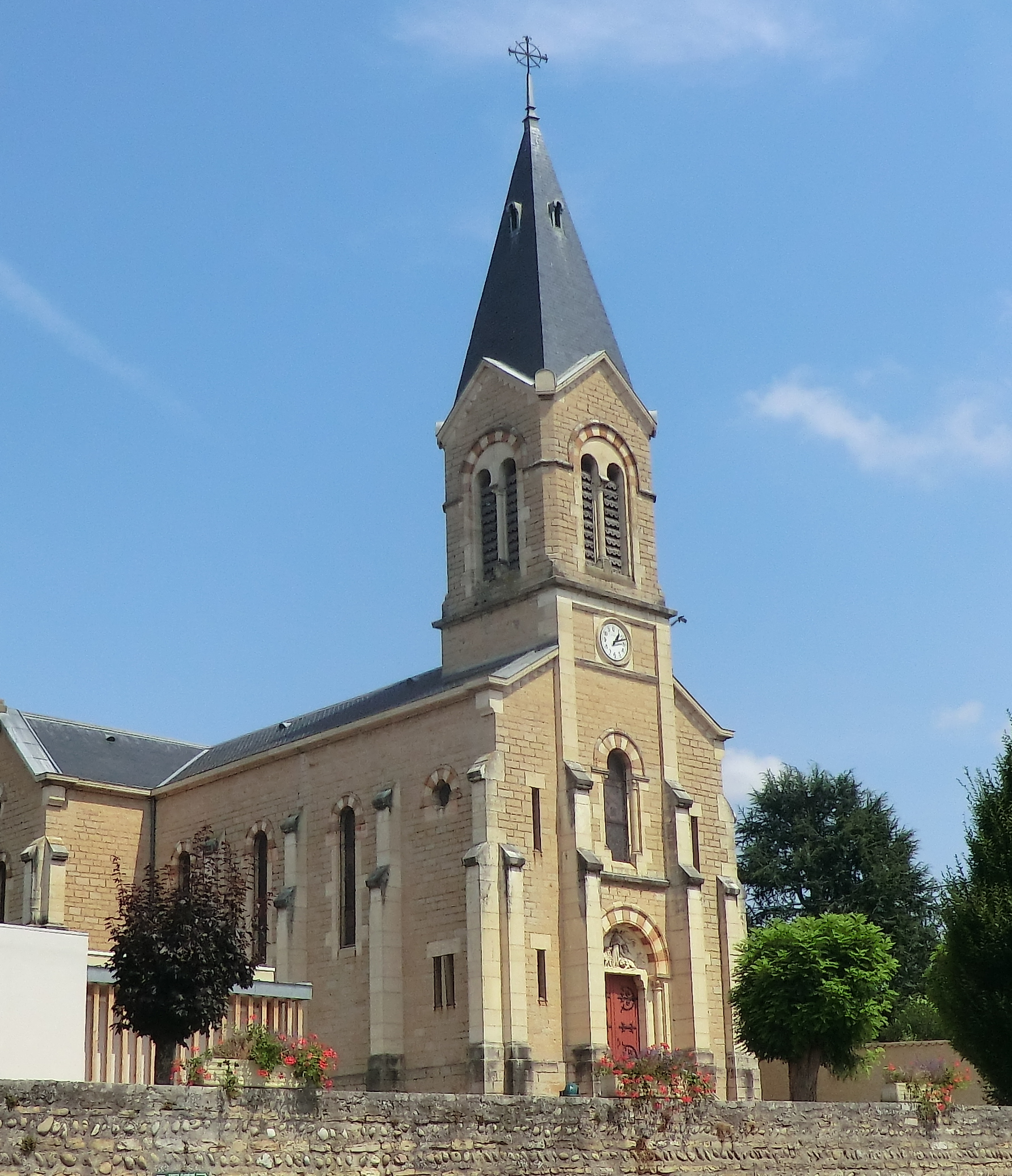
Kirche Sainte-Euphémie
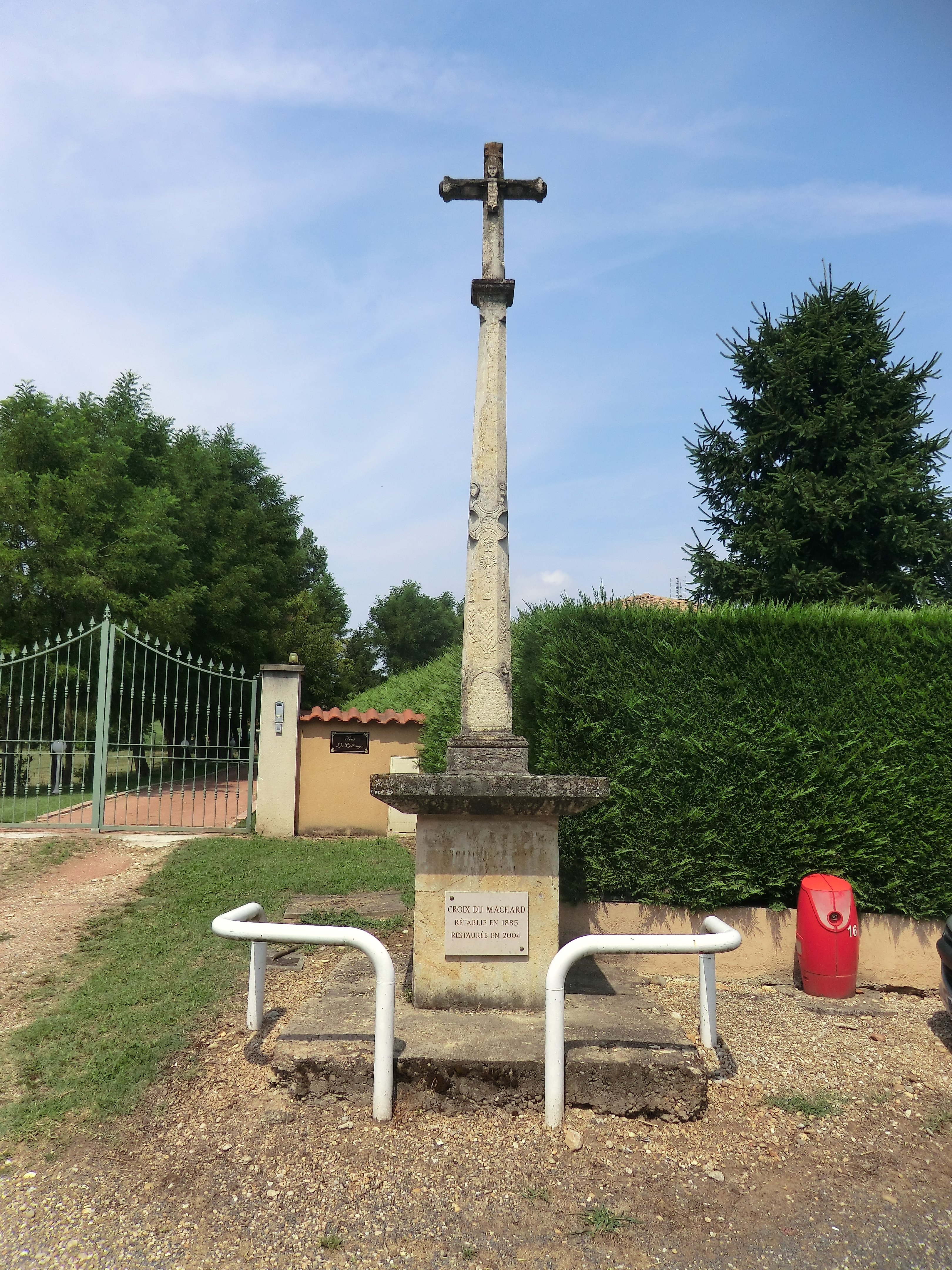
Monumentalkreuz (Croix du Machard)
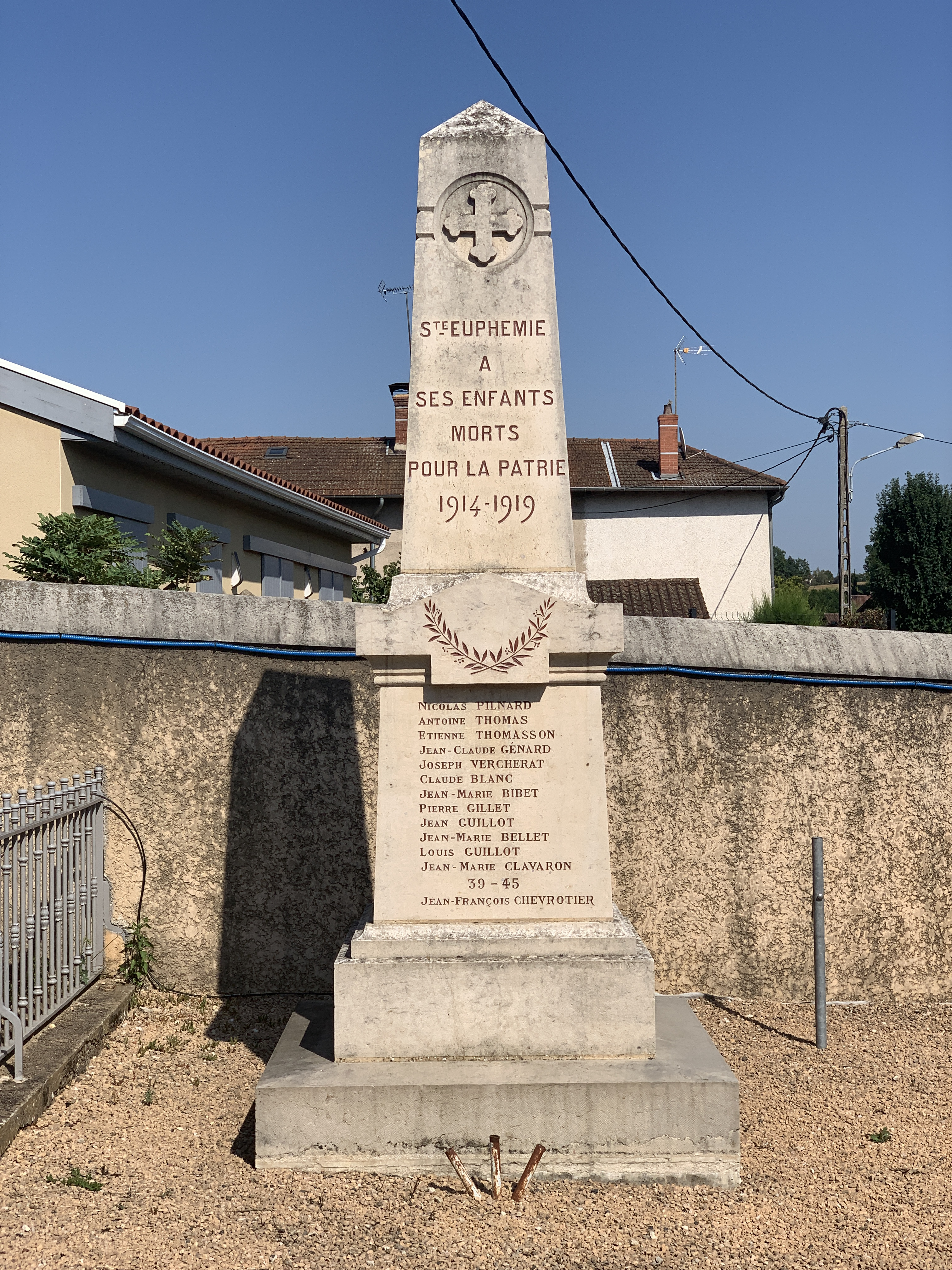
Gefallenendenkmal